# Myotis bombinus
Myotis bombinus är en fladdermusart som beskrevs av Thomas 1906. Myotis bombinus ingår i släktet Myotis och familjen läderlappar. IUCN kategoriserar arten globalt som nära hotad. Inga underarter finns listade i Catalogue of Life. Wilson & Reeder (2005) skiljer mellan två underarter.
Arten blir 41 till 52 mm lång (huvud och bål) och har en 38 till 45 mm lång svans. Det finns 37 till 42 mm långa underarmar, 8 till 12 mm långa bakfötter och 14 till 19 mm stora öron som är smala. Håren som bildar den mjuka och ulliga pälsen på ovansidan är sotbruna med ljusare spetsar. På undersidan finns ljusare päls och på svansflyghudens kant förekommer styva hår.
Denna fladdermus förekommer i östra Sibirien (Ryssland), nordöstra Kina, på Koreahalvön och i Japan. Den föredrar ursprungliga skogar som habitat. Individerna vilar i grottor, i trädens håligheter och i byggnader.
Vid viloplatsen bildas mindre grupper. Antagligen vandrar några populationer till varmare trakter före vintern.